# Amphiktyon
Amphiktyon (Oudgrieks: Ἀμφικτύων) was een zoon van Deukalion en Pyrrha, de stamouders van het menselijk geslacht, ofwel een autochthonos, d. i. uit de aarde zelf voortgesproten.
Hij huwde met een dochter van de Attische koning Kranaos, doch verdreef deze en maakte zich meester van de troon. Na twaalf jaren werd hij wederom verjaagd door Erichthonios. Aan zijn naam verbonden de Atheners de mythe van de verplaatsing van de Dionysosdienst uit het Attische vlek Eleutherai naar hun stad. Pegasos zou van Eleutherai naar Athene verhuisd zijn, waar Amphiktyon hem met zijn heiligdommen opnam. Ook Dionysos zelf werd ook door Amphiktyon gastvrij ontvangen. Pegasos, d. i. "de man van de bron", "de waterman" betekent hier de vermenging van de wijn met water en het verhaal, dat Amphiktyon twee altaren naast elkaar oprichtte, een voor de nimfen en een voor Dionysos wijst ook op het ontstaan van de later algemeen in zwang zijnde gewoonte, om water vermengd met wijn te drinken. Dat de naam van het verbond van de Amphiktionen (zoals beter geschreven wordt in plaats van Amphiktyonen) van deze Amphiktyon zou zijn afgeleid is een latere dwaling.